# Ganhar a Vida
Ganhar a Vida (2001) é um filme português de João Canijo.
Três anos depois do êxito de "Sapatos Pretos", João Canijo regressa com um novo filme, "Ganhar a Vida", onde volta a trabalhar com Rita Blanco, que com ele iniciou a sua carreira de actriz há quinze anos, e que aqui tem indiscutivelmente o grande papel da sua carreira, dando corpo a uma mulher a quem um dia a tragédia vem mudar completamente a vida. A seu lado, dois grandes actores que têm sido presença regular no cinema de João Canijo, Adriano Luz e Teresa Madruga, e duas revelações, Alda Gomes e Olivier Leite.

## Sinopse
Cidália tem 36 anos, é portuguesa, e vive com a família, marido, irmã e dois filhos, num bairro dos arredores de Paris.
A sua vida resume-se a trabalhar muito, para juntar dinheiro, numa comunidade fechada sobre si própria e que não gosta de dar nas vistas.
Mas uma noite o seu filho mais velho é morto pela polícia, e a sua vida irá mudar para sempre.
Porque não quer aceitar as explicações oficiais, a passividade e a vergonha da sua comunidade, e o sem sentido que descobre na sua vida.
Esta é a história de uma personagem que a vida fará maior que a vida, ao descobrir na tragédia que a trespassa, e na morte que se instala na sua própria família, que o que tem a ganhar é precisamente uma nova vida.
Situada nos arredores de Paris, entre a comunidade portuguesa emigrada em França, esta é a história de Cidália, uma mulher de trinta e poucos anos, que como muitas outras não vive senão para o trabalho, para a família e para juntar dinheiro para um dia voltar a Portugal.
Mas numa madrugada do frio Inverno parisiense, em que tudo parecia correr como habitualmente, a polícia mata o seu filho mais velho, e a partir desse trágico incidente toda a sua vida irá ser posta em causa.
Porque Cidália não se quer resignar com as explicações oficiais, e com a passividade da comunidade portuguesa e a da sua própria família.
E porque, revoltando-se contra tudo e contra todos, e não tendo já nada a perder, Cidália vai afinal acabar por descobrir uma outra vida.
E ganhar, verdadeiramente, a vida.

## Ficha artística
- Cidália - Rita Blanco
- Adelino – Adriano Luz
- Celestina – Teresa Madruga
- Alda - Alda Gomes
- Orlando - Olivier Leite
- Lúcia - Maria David
- Fátima - Yvette Caldas
- Jinie – Jinie Rainho
- Fernanda – Adélia Baltazar
- Adérito – Luis Rego
- Manuel – Antonio Ferreira

## Prémios e nomeações

### Prémios
- Globo de Ouro, Portugal (2002) – Prémio Melhor Actriz (Rita Blanco)

### Nomeações
- Festival de Cannes, França (2001) – Selecção Oficial Un Certain Regard
- Festival de Toronto, Canadá (2001) – Contemporary World Cinema
- Festival de Montreal, Canadá (2001) – Nouveau Cinéma, Nouveaux Media
- Festival de Senef, Coreia do Sul (2002) – Grande Prémio Senef

## Outros festivais em que participou
- St. Paul Trois Château, França (2001)
- Nice, França (2001) – Festival de Cinema Português
- Bordéus, França (2001)
- Frankfurt, Alemanha (2003)
- Cinemateca de Bolonha, Itália (2003)